# Långtjärnen (Töre socken, Norrbotten)
Långtjärnen är en sjö i Kalix kommun i Norrbotten och ingår i Töreälvens huvudavrinningsområde.